# Atypowa hiperplazja przewodowa
Atypowa hiperplazja przewodowa (ADH) jest to nadmierny rozrost komórek przewodu mlecznego. Jest to zmiana łagodna, często bezobjawowa, która może jednak wskazywać na podwyższone ryzyko zachorowania na raka gruczołu sutkowego. Morfologicznie ADH różni się ilościowo od nieinwazyjnego raka wewnątrzprzewodowego (DCIS).

## Leczenie
Atypowa hiperplazja przewodowa nie wymaga leczenia, natomiast ze względu na podwyższone ryzyko zachorowania na raka sutka zalecana jest regularna kontrola piersi.

Przeczytaj ostrzeżenie dotyczące informacji medycznych i pokrewnych zamieszczonych w Wikipedii.